# Calyptocephalella gayi
A Calyptocephalella gayi a kétéltűek (Amphibia) osztályába, a békák (Anura) rendjébe és a Calyptocephalellidae családba tartozó Calyptocephalella nem monotipikus faja. A faj neve Claude Gay francia botanikusnak és természettudósnak állít emléket.

## Elterjedése
A faj Chile endemikus faja, megtalálható a déli szélesség 29° és 40° között 0–500 méteres tengerszint feletti magasságban.

## Megjelenése
A Calyptocephalella gayi nagy testű békafaj, a kifejlett hímek mérete eléri a 120 mm-t, a nőstényeké a 320 mm-t. Egyes kivételes, recesszív példányok hossza elérte a 75 cm-t az egyed fejétől a lába végéig. Teste robusztus, feje nagy, orra lekerekített. Szeme kicsi, pupillája függőleges, bronz színű írisszel. dobhártyája jól látható. Hátán hosszúkás kitüremkedések láthatók. Mellső végtagján nincs úszóhártyája, hátsó lábának ujjai félig úszóhártyásak. Bőrük színe sárga, barna vagy zöld, a kifejlett példányok esetében világoszöld árnyalattal, az idősebbek szürkék, vagy sötét háttéren szürke foltosak.
Az ebihalak nagyra nőnek, hosszuk eléri a 150 mm-t, tömegük a 30 g-ot. Testük és farkuk első fele szürkésbarna vagy világoszöld, míg a farok vége fekete vagy sötétbarna. A hátúszó a farok tövén túlnyúlik, a faroktő szélessége kevesebb, mint a test teljes szélességének a fele.

## Szaporodása
A párzási időszak szeptembertől októberig tart, amikor a hímek hangosan hívják fel a nőstények figyelmét. Párzás után a nőstények csomókban helyezik el petéiket a sekély vízbe. A csomók egytől tízezer petét tartalmaznak. A kelés általában három hét alatt történik meg. A lárvák lassú mozgású, sok növényt tartalmazó vízben élnek, melynek mélysége legalább 1 m. A lárvák nagy méretűek, lassú úszásúak. Az átalakulás akár két évig is tarthat, jellemző időtartam 5–12 hónap.

## Természetvédelmi helyzete
A fajra nézve jelenleg veszélyt jelent, hogy ételkülönlegességnek számít. AZ IUCN a sebezhető fajok között tartja nyilván, ami főként a betelepített  Dél-afrikai karmosbéka (Xenopus laevis) által hordozott rajzóspórás gombabetegség következménye.